# Powiat Kuraki
Powiat Kuraki (jap. 久良岐郡 Kuraki-gun) – dawny powiat w Japonii, w prefekturze Kanagawa.

## Historia[1]

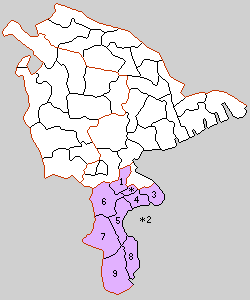
Powiat Kuraki (1–9 – 1889 r.)

W pierwszym roku okresu Meiji na terenie powiatu znajdowały się 4 miejscowości i 51 wiosek. Powiat został założony 18 listopada 1878 roku. 1 kwietnia 1889 roku powiat został podzielony na 9 wiosek: Toda, Naka, Honmoku, Negishi, Byōbugaura, Ōokagawa, Kusaka, Kanazawa i Mutsuurashō.
- 1 października 1895 – wioska Toda zdobyła status miejscowości. (1 miejscowość, 8 wiosek)
- 11 maja 1897 – część wioski Mutsuurashō została włączona w teren miejscowości Kamakura (z powiatu Kamakura).
- 1 kwietnia 1901 – miejscowość Toda i wioski Naka, Honmoku i Negishi zostały włączone w teren miasta Jokohama. (5 wiosek)
- 1 kwietnia 1911 – część wioski Byobugaura i część wioski Ōokagawa zostały włączone w teren miasta Jokohama.
- 1 stycznia 1926 – wioska Kanazawa zdobyła status miejscowości. (1 miejscowość, 4 wioski)
- 1 kwietnia 1927 – wioski Byobugaura, Ōokagawa i Kusaka zostały włączone w teren miasta Jokohama. (1 miejscowość, 1 wioska)
- 1 października 1936 – miejscowość Kanazawa i wioska Mutsuurashō zostały włączone w teren miasta Jokohama, stały się częścią dzielnicy Isogo. W wyniku tego połączenia powiat Kuraki został rozwiązany.